# Ituribatis
Ituribatis (Batis ituriensis) är en fågel i familjen flikögon inom ordningen tättingar. Den förekommer i fuktiga skogar i Demokratiska republiken Kongo och angränsande västra Uganda. IUCN kategoriserar arten som livskraftig.